# Aeroportul Djibo
Aeroportul Djibo (IATA: XDJ, ICAO: DFCJ) este un aeroport din Sahel Region⁠(d), Burkina Faso ce deservește zona Djibo. A fost numit după zona deservită.
Situat la o altitudine de 294 m, aeroportul dispune de o singură pistă.